# Last Man Standing (album de MC Eiht)
Pour les articles homonymes, voir Last Man Standing.
Albums de MC Eiht
Death Threatz
(1996) Section 8
(1999)
Singles
1. Hit the Floor
Sortie : 1997

Last Man Standing est le troisième album studio de MC Eiht, sorti le 11 novembre 1997.
L'album s'est classé 13e au Top R&B/Hip-Hop Albums et 64e au Billboard 200.

## Liste des titres
| No  | Titre                                                   | Contient un (des) sample(s) de                     | Durée |
| --- | ------------------------------------------------------- | -------------------------------------------------- | ----- |
| 1.  | Under Attack (featuring Boom Bam)                       |                                                    | 4:03  |
| 2.  | Kind of Pimpish                                         |                                                    | 4:37  |
| 3.  | Me & My Bitch (featuring Hie Tiimes)                    | Be With Me de Tyrone Davis                         | 5:00  |
| 4.  | Can I Get Mine                                          | You're a Customer d'EPMD                           | 3:04  |
| 5.  | Compton 4 Death                                         | Sucker M.C.'s (Krush Groove 1) de Run–D.M.C.       | 4:42  |
| 6.  | Tha Business (featuring Da Foe, Lil' Hawk et Big Nasty) |                                                    | 4:46  |
| 7.  | Any Meanz                                               |                                                    | 4:33  |
| 8.  | Tough Guyz (featuring Boom Bam et Mon Diggi)            |                                                    | 4:09  |
| 9.  | Got Cha Humpin'                                         | Morning de Donald Byrd and 125th St, N.Y.C.        | 4:11  |
| 10. | Hit the Floor (featuring Daz Dillinger)                 | Eric B. Is President d'Eric B. & Rakim             | 4:31  |
| 11. | Who's tha Man                                           |                                                    | 4:21  |
| 12. | Tha Way We Run It (featuring B-Real)                    | Last Night a D.J. Saved My Life d'Indeep           | 3:51  |
| 13. | Anything U Want                                         |                                                    | 4:04  |
| 14. | Hangin'                                                 | Hangin' on a String (Contemplating) des Loose Ends | 4:17  |
| 15. | When All Hell Breaks Loose                              |                                                    | 3:50  |
| 16. | Hubtouchablez                                           |                                                    | 4:49  |
| 17. | On Top of All That                                      |                                                    | 3:56  |
| 18. | Return Fire                                             | Human Beat Box des Fat Boys                        | 4:39  |